# Standard Fifteen
La 15 hp, o Fifteen, è stata un'autovettura prodotta dalla Standard nel 1907, nel 1912, e dal 1929 al 1931.

## Il contesto
La 15 hp debuttò nel 1907 con un motore a sei cilindri a valvole laterali e con una carrozzeria torpedo. Il modello venne riproposto nel 1912: era completamente diverso dalla vettura del 1907, ed aveva un motore a quattro cilindri. Nel 1929 il nome 15 hp comparve per la terza volta, e fu applicato ad una berlina con propulsore a sei cilindri. Quest'ultimo modello fu in produzione fino al 1931.

## La prima 15 hp (1907)
Il primo modello con nome 15 hp apparve sul mercato nel 1907. Possedeva un motore in linea a valvole laterali da 1.593 cm³ di cilindrata. L'alesaggio e la corsa erano di 70 mm e 82 mm. L'unica carrozzeria disponibile era Torpedo quattro porte. Nel 1907 la gamma della Standard era composta dalla 15 hp e dalla più grande 30 hp.
Già l'anno successivo il modello venne tolto di produzione senza essere sostituito.

## La seconda 15 hp (1912)
Nel 1912 la 15 hp comparve una seconda volta con un'interpretazione completamente nuova. Era la versione leggermente più piccola della 16 hp, prodotta dal 1909 al 1911. La 15 hp possedeva un motore in linea a valvole laterali e quattro cilindri, da 2.368 cm³ di cilindrata totale. L'alesaggio e la corsa erano di 80 mm e 120 mm. Questa 15 hp era il modello più piccolo tra quelli offerti all'epoca dalla Standard, ed era offerto con un'unica carrozzeria, torpedo quattro porte. La gamma della Standard era completata dalla 20 hp e dalla 25 hp, che avevano un motore a sei cilindri.
Dopo solo un anno di produzione il modello fu tolto dal mercato senza essere sostituito. 

## La 15 hp/15 hp long (1929-1931)
Nel 1929 la 15 hp comparve per la terza volta. Aveva installato un motore in linea a valvole laterali e sei cilindri. La corsa era di 101,6 mm, mentre l'alesaggio di 63,3 mm. La cilindrata totale era di 1.930 cm³. Questo propulsore erogava 37 CV di potenza a 3.000 giri al minuto, e permetteva al veicolo di raggiungere una velocità massima di 93 km/h.
Nel 1930 il modello venne sostituito dalla 15 hp long. Questo nuovo modello era più lungo e largo del predecessore. Il passo venne incrementato di 178 mm. L'alesaggio fu aumentato a 65,5 mm, e ciò portò la cilindrata a 2.054 cm³ e la potenza erogata a 41 CV a 3.000 giri. La velocità massima toccava ora i 96,5 km/h.
Il modello uscì di produzione nel 1931, e l'unica carrozzeria disponibile in questo triennio fu berlina quattro porte.